# منطقة دهارمبوري
دهارمبوري رمزها «DH» (بالإنجليزية: Dharmapuri)‏ ، هو تقسيم إداري لدولة الهند تتبع ولاية تاميل نادو (بالإنجليزية: Tamil  Nadu)‏ ، مركزها هو مدينة دهارمبوري (بالإنجليزية: Dharmapuri)‏ عدد سكانها حسب تعداد سنة 2001 هو 2,833,252 ، مساحتها 4,497 كم² وكثافة السكان 294 لكل كم² .